# Frankfurter Tor

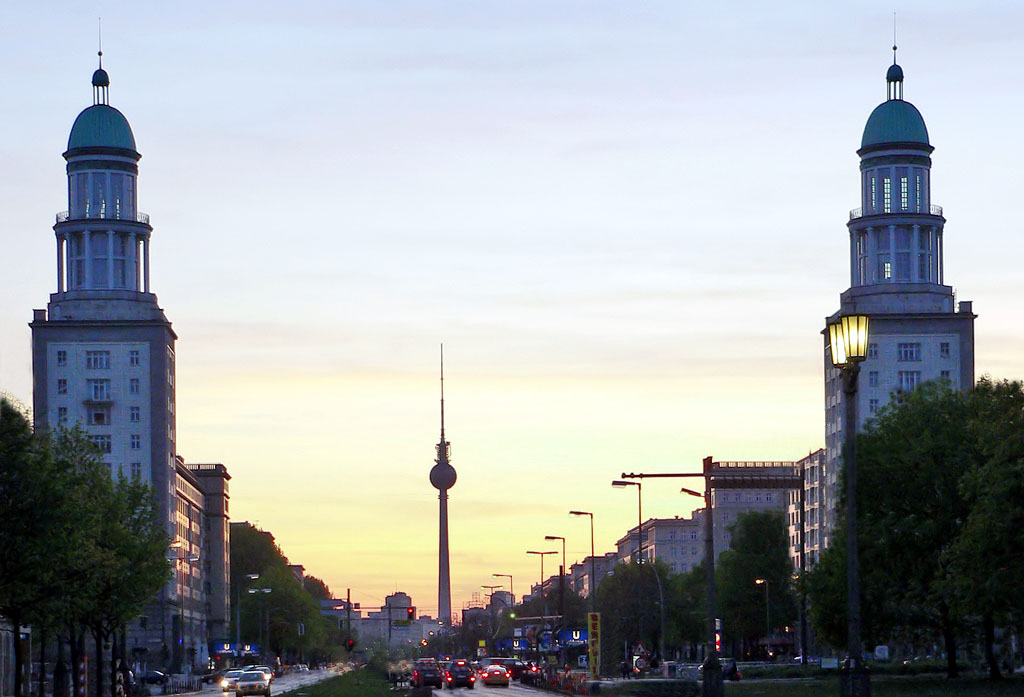
Frankfurter Tor mirando hacia Alexanderplatz.

Frankfurter Tor (Puerta de Fráncfort) es una gran plaza situada en el barrio de Friedrichshain de Berlín, capital de Alemania. Se sitúa en el centro de este barrio, en la intersección de Karl-Marx-Allee y Frankfurter Allee (las carreteras federales 1 y 5) con Warschauer Straße y Petersburger Straße (la carretera federal 96a).
La plaza se llama así en honor a la puerta que había en el siglo XVIII en la ruta de Fráncfort del Oder, que, sin embargo, se situaba a unos 850 m al oeste, cerca de la estación de Weberwiese. Las destacadas torres gemelas de la plaza se construyeron entre 1953 y 1956 como parte del monumental bulevar Stalinallee, según el proyecto del arquitecto Hermann Henselmann. Son ejemplos significativos de la arquitectura estalinista y se asemejan a las dos catedrales de Gendarmenmarkt. 
La estación de Frankfurter Tor, de la línea U5 del Metro de Berlín, se halla bajo la plaza.